# توني كيمبروف
توني كيمبروف (بالإنجليزية: Tony Kimbrough)‏ هو لاعب كرة قدم أمريكية ولاعب كرة قدم كندية أمريكي، ولد في 20 يناير 1964 في ديترويت في الولايات المتحدة.